# Fundación Eclipse
La Fundación Eclipse (en inglés, Eclipse Foundation) es una organización que lidera el desarrollo de Eclipse, un IDE y plataforma de código abierto desarrollado en Java para el desarrollo de aplicaciones en diversos lenguajes de programación.

## Historia
El 2 de febrero de 2004, el Consorcio Eclipse, un consorcio no oficial de empresas fabricantes de software, liderado por IBM, creó la Fundación Eclipse, una entidad legal sin ánimo de lucro para llevar las riendas y el desarrollo de Eclipse.

## Miembros
- Actuate corporation
- Adobe
- BEA Systems
- Borland
- Computer Associates
- Compuware
- Google
- HP
- IBM
- Innoopract
- Intel
- IONA Technologies
- Motorola
- Mysql
- Nokia
- Oracle Corporation
- SAP
- Scapa
- Serena
- Simula Labs
- Sybase
- Wind River Systems
- Zend